# Bairro Chinês de Lima
O Bairro Chinês de Lima é um dos bairros da cidade que nasceu como resultado do fluxo de imigrantes chineses da província de Guangdong, Sichuan e vários outros lugares da China.

## História
Os primeiros 75 chineses chegaram ao Peru diretamente para a província de Cañete do departamento de Ica, para ser mais preciso em 1849. Eles vieram para trabalhar nas plantações costeiras, onde os trabalhadores eram necessários por causa da libertação dos escravos negros. Nos 25 anos seguintes foram trazidos ao Peru cerca de 100 mil chineses que não só trabalhavam nas fazendas, mas na construção de estradas de ferro, na extração de guano, e, em menor medida, na servidão.
Após a Guerra do Pacífico, a maioria dos chineses migraram para cidades maiores, especialmente Lima, onde se formou o assentamento de chineses mais importante do país.
Os imigrantes chineses eram na maior parte da província de Guangdong e se assentaram sobretudo na cidade de Lima, no bairro chinês, adjacente ao centro histórico de Lima. É a partir do anos 50 que se fala de um bairro chinês em Lima. Naqueles dias, apareceu Capon Street, assim chamado porque era ali que se castrava os suínos. Ela ficou famosa por suas "chifas" que eram alimentos cozidos das províncias de Guangdong (Cantão), Sichuan e Pequim, locais de onde veio a maioria dos imigrantes que fizeram seus pratos deliciosos e exóticos com especiarias como a pimenta de Sichuan e de Chempi, entre outros.
Esta parte da cidade, a arquitetura colonial e republicana, é um dos mais tradicionais do período, que costumava receber boêmios, compositores e intelectuais para os seus salões de chá, padarias e restaurantes chineses que agora fazem parte da cozinha do Peru. É aqui que se desenvolveu de forma exponencial o criolismo.
Atualmente, no bairro, a Sociedade de Caridade da China, coloca em circulação dois jornais chinês, La Voz de la Colonia China às terças, quartas, sextas e sábados, e o Chin Man-Po, jornal mais antigo nipo-americano nas quartas-feiras e sábados. No bairro há três templos: o Ku Kun Chefchaouen, a Pun Chin Yi e Y, onde lemos o antigo oráculo chinês.
Segundo Carlos Chu, editor da Chi Man Po, Lima tem uma publicação dedicada à etnia chinesa no Peru, há cerca de meio milhão de pessoas com ascendência chinesa, a grande maioria nasceu no Peru (os seus ancestrais nasceram na China).